# 三剣一当流
三剣一当流（さんけんいっとうりゅう）とは、角館の河原田新右衛門次明が開いた柔術の流派である。角館のみに伝承されていた。

## 歴史
秋田仙北郡角館の河原田新右衛門次明が剣術の巨川流、柔術の日下真流、末後流、組討の一至流を学び元禄6年（1693年）に三拳一至流を編み出した。さらに、二代目横塚元之丞道長が三拳一至流に工夫を加えて三剣一当流と改称した。
石井甚右衛門の代で明治となった。昭和には、12代目師範の佐々木竹五郎（角館町岩瀬町）が「元禄角館三剣一當流研究事務所」の看板を角館町表町の武家屋敷門に掲げ活動していた。
平成初期まで秋田県角館町に伝承者がいたことが確認されているが現在の伝承状況は不明である。

## 技法
柔術は表七手、裏十七手、中（当身）、口伝等が伝わっていた。また、三剣とよばれる剣術もあり、半月之位、満月之位、是刻之位、仏心之位の五手から構成されていて、全て捨身の先法がとられているのが特徴である。

## 系譜
- 河原田新右衛門次明
  - 横塚元之丞道長
    - 横塚杢之助道豊
      - 横塚久之丞道知
        - 横塚五右衛門道弘
          - 河原田新右衛門次順

        - 須田五右衛門秀弘
          - 河原田新右衛門次順
            - 高杉弥左衛門重秀
              - 石井甚右衛門由忠
                - 陶光慶
                  - 石橋菊治
                    - 高橋弥三郎
                    - 佐々木竹五郎定綱（橘一得斎）
                      - 佐藤繁太郎

    - 小松長兵衛
    - 井木九左衛門

## 史跡
- 報身寺（秋田県仙北市角館町）『元禄角館柔術三兼一到流』石碑